# Heterodontus galeatus
Requin dormeur à crête
Pour les articles homonymes, voir Requin dormeur.
Espèce
Statut de conservation UICN

 LC  : Préoccupation mineure
Répartition géographique
Le requin dormeur à crête (Heterodontus galeatus) est un poisson cartilagineux décrit en 1870 par Albert Günther. Il s’agit d’une espèce rare faisant partie du genre Heterodontus de la famille des Hétérodontidés. Ces requins sont des fossiles vivants, représentant un groupe de requins présents au Carbonifère.
Il est également connu sous d’autres noms communs en anglais notamment par Crested Bullhead Shark, Crested Hornshark, Crested Port Jackson Shark et Crested Shark.
Il s’agit d’une espèce endémique à l’océan Pacifique Ouest. Elle est présente le long de la côte est de l’Australie, aux latitudes comprises entre 27°S et 35°S,,.
Il s’agit d’une espèce benthique et épi-benthique, vivant jusqu’à des profondeurs de 90 mètres. Cette espèce nocturne se faufile souvent entre les rochers à la recherche de proies constituées de divers invertébrés de fond, notamment des échinodermes, des crabes, des mollusques et des petits poissons.
Il se distingue des autres Heterodontus par la présence de crêtes proéminentes au-dessus de chaque œil et de larges bandes foncées indistinctes sur le corps,. La taille maximale de l’animal peut atteindre les 152 centimètres de long. Il est ovipare. Les femelles produisent des œufs en forme de spirale qui sont fixés aux algues ou aux éponges par de longues vrilles.
L'espèce n'est pas ciblée commercialement. Bien qu’il s’agisse d’une espèce rare, il n'y a actuellement aucune menace importante pour celle-ci qui bénéficie d'un réseau d'aires marines protégées dans son aire de répartition. Le requin dormeur à crête n’est donc pas considéré comme une espèce préoccupante dans la liste de l’IUCN.

## Description

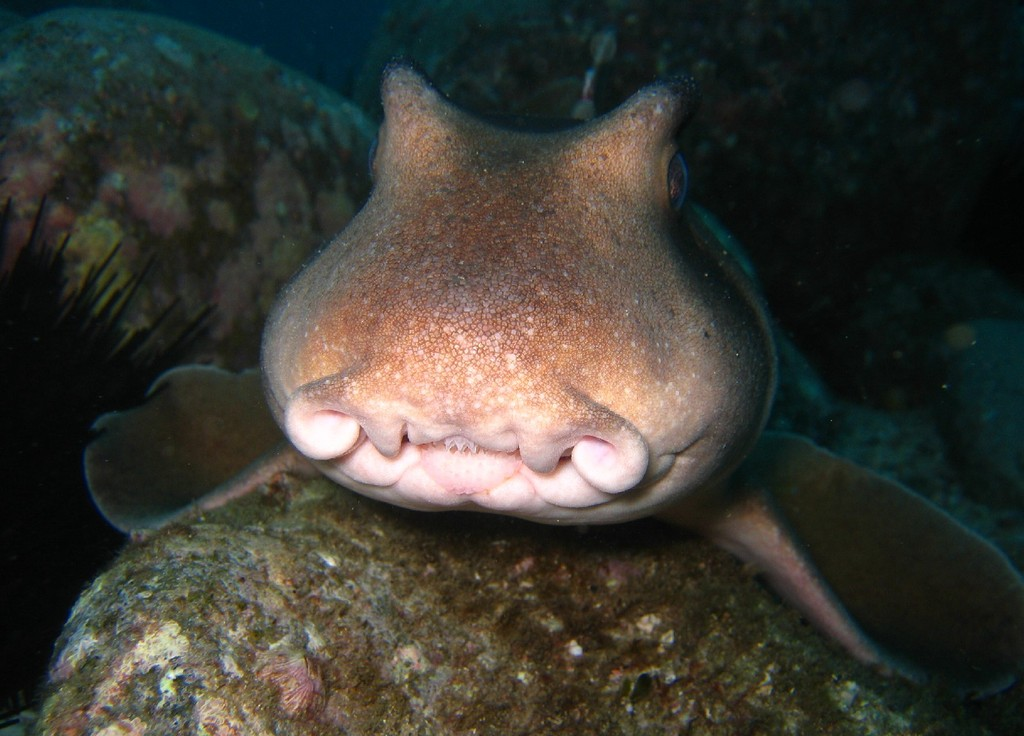
H. galeatus

### Morphologie générale
Le requin dormeur à crête ressemble au requin dormeur de Port Jackson (Heterodontus portusjacksoni). Ce dernier présente un motif en forme de harnais sur les côtés du corps et des crêtes inférieures au-dessus des yeux. Le requin dormeur à crête possède, quant à lui, des motifs de couleur sombre sous forme de larges bandes sur la tête, le dos et la queue, non disposées selon un schéma en harnais.
Le requin dormeur à crête a une taille inférieure au requin dormeur de Port Jackson (165 centimètres maximum) pour un même âge.
En effet, le requin dormeur à crête peut atteindre des tailles maximales de l’ordre de 150 centimètres de long mais généralement les individus atteignent une longueur de 130 centimètres,.
Il y a très peu d’information disponible sur la croissance du requin. Cependant, la captivé de certains requins dormeurs à crête a permis d’étudier ces derniers. Un taux de croissance de 5 centimètres par an pour une femelle captive du zoo de Taronga a été déterminée. La durée de vie de l’espèce semble être relativement longue étant donné son apparente immaturité prolongée.

### Tête

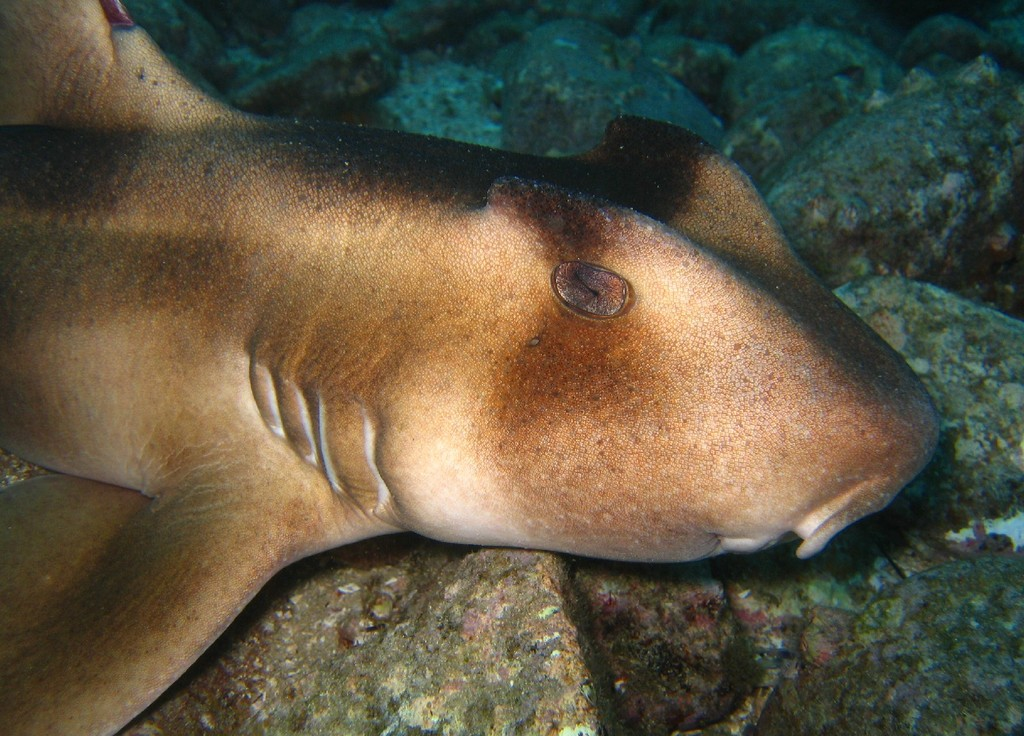
Crêtes au-dessus des yeux caractéristiques des requins dormeurs

Il possède une tête ronde et massive avec des crêtes supra-orbitaires très hautes fortement agrandies et bien plus proéminentes que chez les autres Heterodontus,.
L’espace inter-orbitaire est profondément concave et la profondeur entre les crêtes est à peu près égale à la longueur des yeux. Les yeux et la surface inter-orbitaire sont traversés par une bande sombre.
La bouche est petite en forme de museau de cochon caractéristique des Heterodontus.
Les dents de la mâchoire vont de petites dents pointues à l'avant présentant une cuspide à de larges dents molaires à l'arrière de la mâchoire à deux cuspides utilisées pour broyer les proies à carapace dure,. Les dents molariformes postérieures sont fortement carénées, peu étendues et arrondies.

### Corps
Il présente des bandes indistinctes de couleur sur la tête, le dos et la queue. La couleur de la surface dorsale est brun clair ou brun jaunâtre avec cinq larges bandes brunes ou noirâtres à bords diffus, mais sans taches claires ou foncées. Celles-ci ne sont pas disposées selon un schéma de harnais. Les nageoires n’ont pas de pointes sombres et abruptes et les apex dorsaux sont blancs.

### Nageoires
Il a deux grandes nageoires dorsales triangulaires chacune précédée d'une forte épine dorsale. La longueur de la première nageoire dorsale atteint 22 à 28% de la longueur totale du requin,. La deuxième nageoire dorsale est presque aussi grande que la première et se situe entre les nageoires pelviennes et anales. L'espace entre la nageoire anale et caudale est de 5 à 8% de la longueur totale.
Les nageoires pectorales sont à bord libre droit ou légèrement convexe avec un angle apical droit ou aigu. Elles sont grandes et arrondies, tandis que les nageoires pelviennes et anales sont plus petites et plus anguleuses.
La nageoire caudale est sous la forme d’une palette. Celle-ci est caractérisée par la présence d’un lobe ventral triangulaire plus ou moins différencié et d’une bordure postéro-ventrale droite avec une encoche postérieure marquée. Ce type de nageoire caudale permet la production de grandes forces latérale et postéro-antérieure orientée dans l’axe du corps, légèrement vers le bas. Les denticules dermiques sont grands et rugueux, surtout sur les flancs.

## Comportement

### Alimentation
Le requin dormeur à crête a une alimentation similaire au requin dormeur de Port Jackson. Il s’agit d’une espèce nocturne se faufilant souvent entre les rochers à la recherche de proies. Il se nourrit d'une gamme d'invertébrés de fond comme des crustacés, des oursins (en particulier Centrostephanus rodgersii et Heliocardis erythrogramma), des mollusques, des coquillages et des petits poissons,.

### Reproduction
Le cycle de reproduction du requin semble similaire à celui du Port-Jackson mais aucune étude n’a été réalisée.
En juillet et en août, les femelles pondent des œufs assez gros, contenus dans des enveloppes brunes robustes et cornées, en forme de poire avec des brides en spirale, que l'on voit habituellement attachés aux algues par des vrilles, allant jusqu’à 2 mètres de long,,.
Les œufs de 100 mm de long sont pondus dans des eaux plus profondes que chez le requin de Port Jackson.
Les œufs sont déposés par les femelles dans des algues ou des éponges à des profondeurs de 20 à 30 mètres. Pendant la période d’incubation les œufs sont nourris de vitellus, ils éclosent entre 5 et 8 mois avec une longueur de 17 à 22 centimètres et ressemblant aux adultes,,. Les femelles peuvent pondre entre 10 et 16 œufs par an.

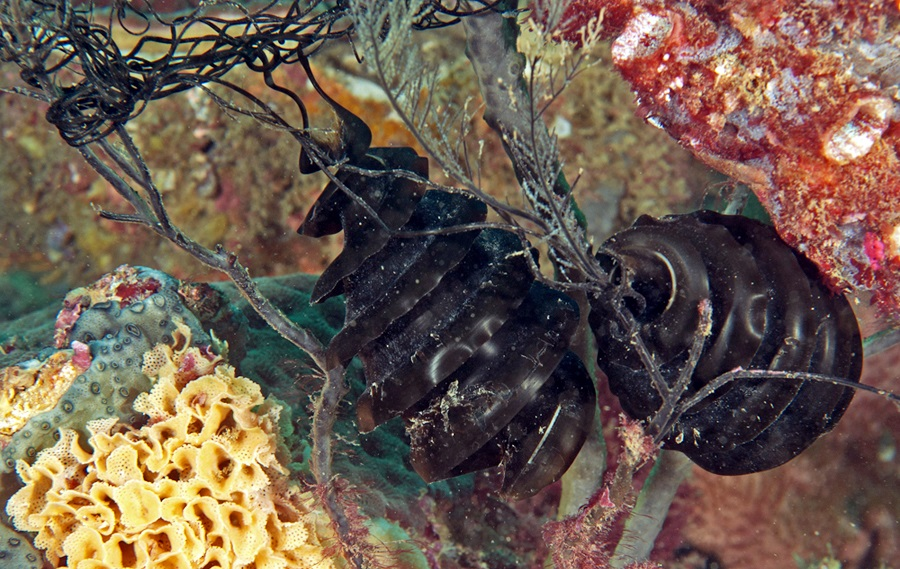
Oeufs dHeterodontus galeatus

Les œufs sont plus fréquents entre août et de septembre, bien qu’ils puissent être rencontrés tout au long de l'année.
La maturité sexuelle pour les individus mâles est atteinte à environ 54 - 60 centimètres et pour les individus femelles à environ 70 centimètres,.
Le requin dormeur à crête a été reconnu comme un prédateur d’œufs du requin de Port Jackson. À plusieurs reprises, des requins ont été observés en train de mâcher l’enveloppe des œufs afin d’en aspirer le contenu riche en élément nutritif. Les capsules peuvent également être ingérées entièrement.

## Distribution et habitat
Le requin dormeur à crête se trouve dans le sud-ouest du Pacifique au niveau de la côte est de l'Australie notamment au sud des Etats du Queensland et de la Nouvelle-Galles du Sud. Sa présence à la Péninsule du Cap York a été suggérée,. Il n'a plus été observé dans les eaux de Tasmanie depuis près d'un siècle, l’espèce est donc considérée comme disparue localement. C’est une espèce benthique et épi-benthique vivant le long des côtes, s’étalant de la zone intertidale jusqu'à 93 m sur le plateau continental. Il se trouve sur les récifs, dans les algues et herbiers,,.
Le requin dormeur à crête partage une partie de son aire de répartition avec le requin dormeur de Port Jackson. Le requin dormeur à crête a tendance à remplacer le requin de Port Jackson dans le nord de la Nouvelle-Galles du Sud et dans le sud du Queensland où les eaux sont plus chaudes. Il ne semble pas former de grandes agrégations comme chez le requin dormeur de Port Jackson. Des individus des deux espèces peuvent être observés ensemble occupant le même habitat.
Le requin dormeur à crête est considérée comme rare, en particulier si on la compare au requin de Port Jackson. Les observations du requin sont peu fréquentes et il est peu rencontré par les pêcheurs. Cela indique que sa densité locale est probablement inférieure à celle du requin de Port Jackson.

## Le requin dormeur à crête et l’homme
Le requin dormeur à crête est une espèce inoffensive envers l'homme. Il ne présente pas d’intérêt commercial. L'utilisation de l’espèce pour le commerce d'aquarium est possible et motivée par son aspect physique et ses couleur attrayantes.
La pêche accidentelle, la pêche récréative et les programmes de protection des plages par des filets ne semblent pas affecter l’espèce. Cependant, les requins dormeurs à crête et ceux de Port Jackson ne sont pas distingués lors des captures. Selon une étude sur 60 individus de requin dormeur de Port Jackson capturés par les programmes de protection, ces derniers présentent un taux de survie de 96,7% après leur remise en liberté dans la nature. Etant donné, une morphologie similaire et étroitement apparentée, le taux de survie pour les requins dormeurs à crête est supposé élevé après la remise en liberté des prises accidentelles,.
L’espèce bénéficie d'un réseau d'aires marines protégées dans son aire de répartition, comprenant le parc marin « Moreton Bay Marine Park » du Queensland, la réserve marine des îles de « Solitary Islands » et plusieurs parcs marins en Nouvelle-Galles du Sud. Les aires marines protégées où l’espèce est présente voient les activités de pêche commerciale et récréative être complètement interdites. L’espèce est considérée comme faible préoccupation sur la liste rouge de l’IUCN.
Heterodontus galeatus est listé dans l’annexe 3 du plan de zonage de 1997 des parcs marins du Queensland. Celle-ci permet de limiter la collecte de l’espèce dans le parc marin de « Moreton Bay Marine Park ». 